# Bremerhaven
Bremerhaven (în traducere Portul Bremen) este unul din cele două orașe ale landului Bremen, Germania. Constituie în același timp și un district urban.

## Geografie
Bremerhaven este situat la vărsarea râului Weser în Marea Nordului, fiind un port important.

## Personalități născute aici
- Hermine Stindt (1888 - 1974), înotătoare;
- Adolf Butenandt (1903 - 1995), chimist, Premiul Nobel pentru Chimie;
- Lale Andersen (1905 - 1972), cântăreață, actriță;
- Hans Joachim Alpers (1943 - 2011), scriitor.